# Liste der Naturdenkmale in Sinntal
Die Liste der Naturdenkmale in Sinntal nennt die in der Gemeinde Sinntal im Main-Kinzig-Kreis gelegenen Naturdenkmale.
| Bild            | Bezeichnung                       | Ortsteil, Lage                                | Beschreibung | Art | Nr.    |
| --------------- | --------------------------------- | --------------------------------------------- | ------------ | --- | ------ |
| BW              | Landwehreiche mit Schwedenschanze | Sterbfritz 50° 20′ 42,8″ N, 9° 39′ 24,4″ O    |              |     | 435014 |
| Fotos hochladen | Linde                             | Weichersbach 50° 18′ 43,3″ N, 9° 41′ 19,9″ O  |              |     | 435016 |
| BW              | Linde                             | Weichersbach 50° 18′ 55,2″ N, 9° 41′ 10,1″ O  |              |     | 435018 |
| BW              | Freiheitseiche                    | Schwarzenfels 50° 16′ 44,5″ N, 9° 40′ 53,7″ O | abgestorben  |     | 435104 |
| BW              | Eiche                             | Schwarzenfels 50° 18′ 3,5″ N, 9° 40′ 22,1″ O  |              |     | 435115 |
| BW              | Eiche                             | Schwarzenfels 50° 17′ 48,3″ N, 9° 40′ 59,9″ O |              |     | 435135 |
| BW              | Eiche                             | Schwarzenfels 50° 18′ 0,9″ N, 9° 40′ 13,7″ O  |              |     | 435138 |
| BW              | Linde                             | Mottgers 50° 17′ 49,8″ N, 9° 39′ 6,9″ O       |              |     | 435162 |
| BW              | Eiche                             | Mottgers 50° 17′ 41,4″ N, 9° 38′ 32,7″ O      |              |     | 435163 |
| BW              | Eichen                            | Oberzell 50° 19′ 38″ N, 9° 43′ 39,1″ O        |              |     | 435165 |
| BW              | 8 (5) Lombardische Pappeln        | Sannerz 50° 19′ 3,4″ N, 9° 35′ 45″ O          |              |     | 435166 |
| BW              | Steinbruch am Bahnhof in Jossa    | Jossa 50° 14′ 3,9″ N, 9° 35′ 59,6″ O          |              |     | 435206 |

## Belege
1. ↑  
Naturdenkmale im Main-Kinzig-Kreis. (PDF; 74 kB) Umweltbericht MKK. Main-Kinzig-Kreis, August 2015, archiviert vom Original (nicht mehr online verfügbar) am 24. Januar 2016; abgerufen am 22. Januar 2016.
2. ↑  
Amtliche Bekanntmachung-Vierte Verordnung zur Änderung der Verordnung zur Sicherung von Naturdenkmalen im Main-Kinzig-Kreis. (PDF) Abgerufen am 15. September 2023.

- Karte mit allen Koordinaten:
- OSM |
- WikiMap